# Bochum-Innenstadt
Der Stadtteil bzw. Gemarkung Bochum, auch Bochum-Innenstadt, liegt im Zentrum von Bochum und im Stadtbezirk Bochum-Mitte. Die Grenzen entsprechen im Groben den historischen Stadtgrenzen von Bochum vor den Eingemeindungen in den Jahren 1904, 1926, 1929 und 1975. Mit der Innenstadt und dem Gleisdreieck ist hier das Zentrum von Bochum. Er wird von der Stadt auch Bochum-City genannt.

## Geschichte

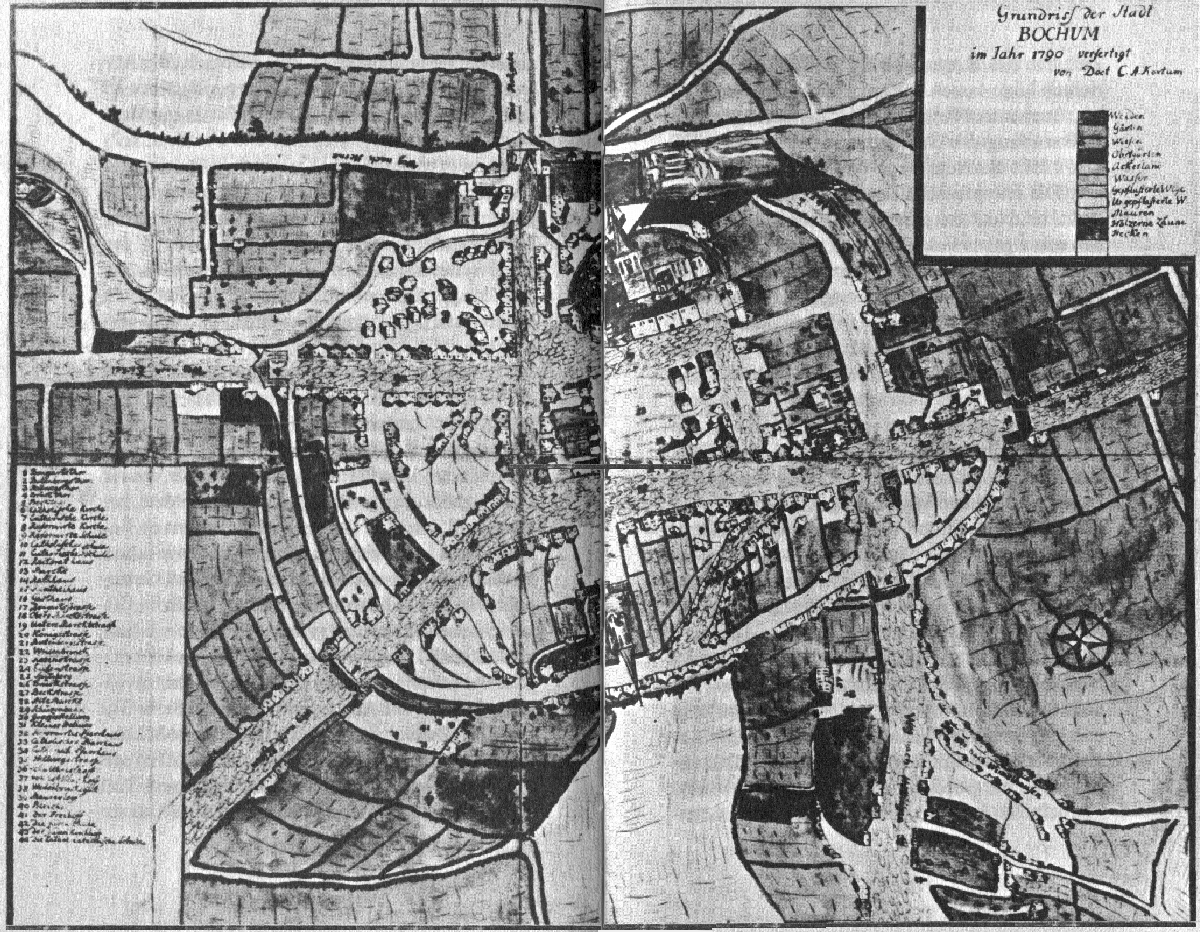
1790

Als die Franken unter Karl dem Großen das Land der Sachsen eroberten, wurden planmäßig Reichshöfe mit christlichen Missionskapellen entlang des Hellwegs angelegt. Diese Reichshöfe dienten als Versorgungsstationen, und um sie herum entwickelten sich nach und nach die heutigen Städte. Vermutlich kreuzte der Hellweg im Bochumer Bereich eine weitere wichtige Verbindung von Köln über Hattingen nach Recklinghausen und weiter nach Bremen. An diesem Schnittpunkt der Kreuzung zweier Straßen wurde auf dem leicht hügeligen Gelände nördlich der heutigen Propsteikirche ein Reichshof angelegt, der als Keimzelle von Bochum gelten kann.
In der ältesten Urkunde von 1298 wird der kleine Ort Bochum mit etlichen Details beschrieben. Neben der (späteren) Propsteikirche und dem Reichshof befand sich die Besiedlung im später als Gerberviertel bekannten Teil. Später entwickelte sich der Ort in Richtung Süden, in dem Bereich des Alten Markt/Platz am Kuhhirten und der Pauluskirche. Bochum blieb lange ein beschauliches Ackerbürgerstädtchen mit Fachwerkhäusern. Die Stadt besaß auch nie eine Stadtmauer. Nur Gräben, Zäune sowie fünf Stadttore trennten sie vom Umland. Der Bochumer Arzt und Schriftsteller Kortum fertigte 1790 eine Karte an, auf der man die überschaubare Größe gut erkennen kann. Von der Karte ist nur eine Reproduktion überliefert. 
Mit der Industrialisierung ab Mitte der 1850er Jahre setze ein explosionsartiges Wachstum der Stadt ein. Ab den 1860er entwickelte sich die Stadt geplant in Richtung des 1860 von der Bergisch-Märkische-Eisenbahn-Gesellschaft angelegten Bahnhofes. Hierbei entstanden verschiedene relativ gradlinig angelegten Straßen, sowie der Wilhelmsplatz (heute Husemannplatz) als neuer Markt. Im Westen beherrschte das Stahlwerk Bochumer Verein das Stadtbild. Hier wurden seit den 1850er die Siedlung Stahlhausen planmäßig vom Bochumer Verein und der Griesenbruch von privaten Personen bebaut, um den Arbeitern Wohnraum zu bieten. Auch wurden im Norden in den 1870er die städtischen Weiden aufgegeben, und geplant mit Stadtpark, Villenviertel und anderen Gebäuden bebaut. Um 1900 war fast das ganze alte Gebiet Bochums bebaut. Die weitere Stadtentwicklung geschah nun meist "vor den Toren" des ehemaligen Kern-Bochums. Hervorzuheben ist hier besonders die geplante Bebauung des Ehrenfeldes als bürgerliches Viertel südlich der Stadtgrenze.
In dem Bereich des alten Bochum waren kaum Bergwerke vorhanden. Von der Zeche Präsident lag Schacht II zwischen Dorstener Straße und Hofsteder Straße. An der Karl-Lange-Straße lag die Zeche Herminenglück-Liborius, die später als Schacht III zur Zeche Constantin der Große kam.
Mit dem Zweiten Weltkrieg wurde die Innenstadt zu 90 % zerstört. Auch große Teile der Altstadt fielen den Bomben zu Opfer. Einzelne der Fachwerkhäuser überlebten, sie wurden aber im Zuge des Wiederaufbaus und der Sanierungen abgerissen. Als erste Stadt von Nordrhein-Westfalen verabschiedete Bochum im Jahr 1948 einen Neuordnungsplan. Dieser sah unter anderem die Anlegung des Ringes um die Innenstadt vor, den es vorher noch nicht gegeben hat. Die Bongardstraße und damalige Wittener Straße wurden als West-Ost-Verbindung erweitert, und mit der Viktoriastraße und der Hans-Böckler-Straße eine neue Nord-Süd-Verbindung angelegt, welche die Kortumstraße ablöste.

## Bochumer Gleisdreieck
Die Innenstadt ist von drei Bahnstrecken umgeben, die später auf erhöhte Trassen verlagert wurden. Insgesamt 16 Eisenbahnbrücken überspannen die Straßen, die zur Innenstadt führen. Weiterhin gibt es eine Fußgängerbrücke bei der Präsidentstraße und ein Fußgängertunnel an der Hermannshöhe.
- Die 1860 eröffnete Bahnstrecke von Dortmund und Witten über Bochum-Langendreer, Essen, Mülheim an der Ruhr nach Duisburg steuert den Bochumer Hauptbahnhof an, der in seinen frühen Jahren als Bergisch-Märkischer Bahnhof weiter ostwärts lag. Brücken überspannen hier die Wittener Straße, die Universitätsstraße und die Viktoriastraße.
- Entlang der ehemaligen Rheinischen Eisenbahnstrecke von Meerbusch-Osterath nach Dortmund Süd, an welcher der Nordbahnhof Bochum gelegen ist, überspannen Brücken aus den Jahren 1912–1913 nach Plänen der Königlichen Eisenbahndirektion Essen die Castroper Straße, Bergstraße, Kortumstraße, Uhlandstraße, Wielandstraße, Herner Straße und Dorstener Straße. Letztere wurde 1925 fertig gestellt. Diese Bahnstrecke dient heute nur noch dem Güterverkehr
- Die Bahnstrecke Bochum–Essen/Oberhausen führt vom Bochumer Hauptbahnhof nach Herne-Rottbruch und weiter. Sie zweigt zum ehemaligen Werksbahnof des Bochumer Vereins an. Sie überquert die Viktoriastraße, die Maximilian-Kolbe-Straße, Rottstraße, die Diekampstraße, die Alleestraße sowie die Gußstahlstraße.

## Infrastruktur
Der innere Bereich der City wird zudem durch den teilweise zwei- oder vierspurigen Stadtring (teilweise hierbei B 51 und B 226) umrundet, der in Nord-, West-, Süd- und Ostring unterteilt ist. Zahlreiche Parkhäuser und Tiefgaragen bieten insgesamt 4.600 Stellplätze. Mit dem öffentlichen Nahverkehr ist die Innenstadt sehr gut zu erreichen, alleine drei U-Bahnlinien treffen sich am Hauptbahnhof. Die Linien der Stadtbahn werden ebenso wie alle Busse in der Stadt von der Bogestra betrieben.

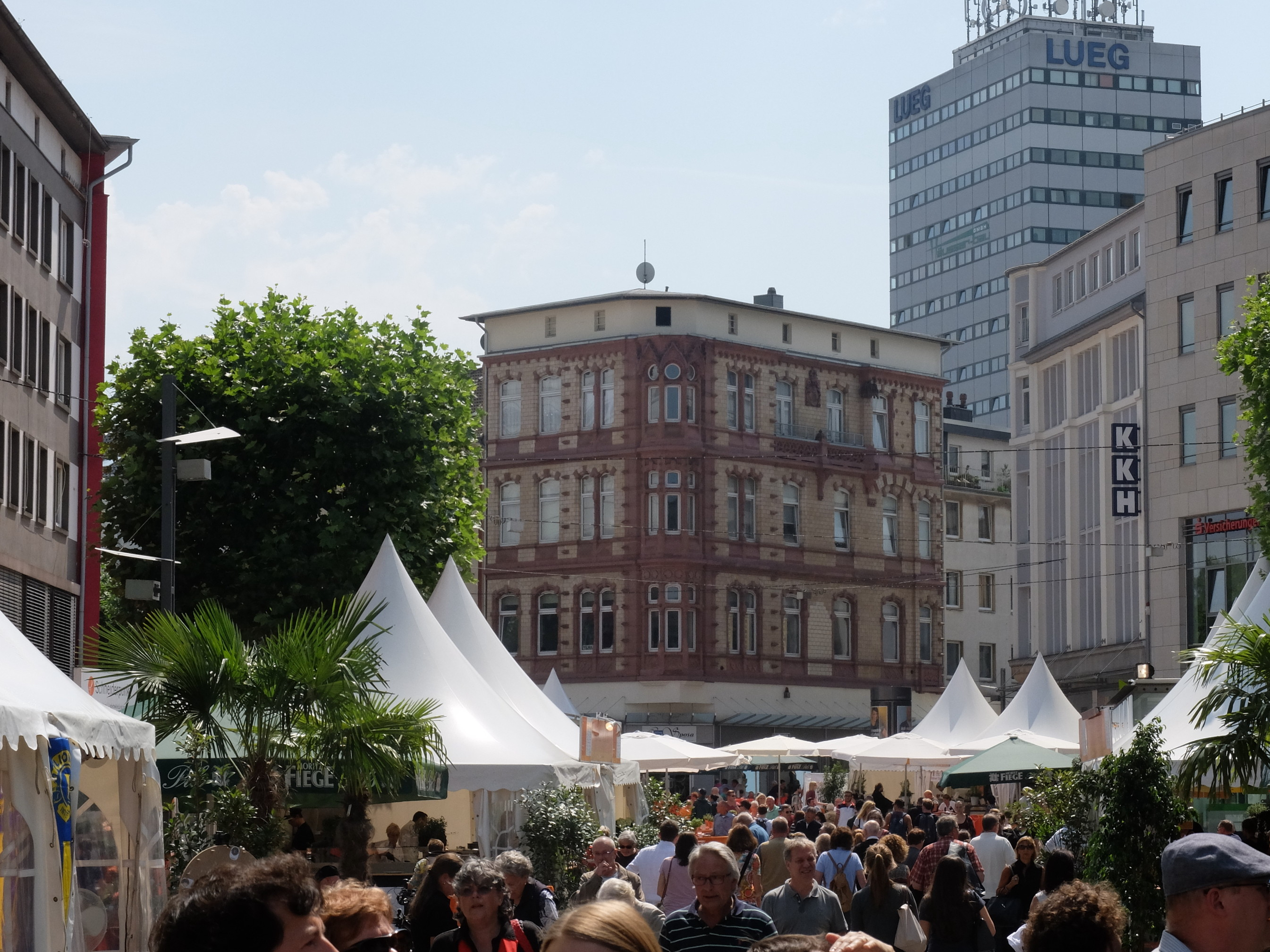
Bochum kulinarisch 2015

In der Innenstadt befinden sich viele Einkaufsstraßen, gegenüber dem Hauptbahnhof sind diese auch als Fußgängerzone ausgeprägt. Die längste ist die Kortumstraße, an der sich unter anderem das ehemalige Kaufhaus Kortum und die Einkaufszentren „Drehscheibe“ und „City-Point“ befinden.
Auf den Straßen und Plätzen finden regelmäßig Veranstaltungen statt, zum Beispiel der Weihnachtsmarkt, das Musikfestival Bochum-Total oder Bochum kulinarisch auf der Bongardsstraße. Am südlichen Ende der Fußgängerzone schließt sich das Bermuda3eck an, ein Viertel mit hoher Dichte an Gastronomiebetrieben. Mit dem Alten Brauhaus Rietkötter und der Privatbrauerei Moritz Fiege finden sich historische und moderne Stätten der Braukunst.
Viele kommunale und amtliche Einrichtungen finden sich in der Innenstadt, dazu gehören städtische wie das Rathaus, die Stadtbücherei oder die Musikschule, Justizgebäude wie das Arbeits- und Landgericht oder andere wie die Industrie- und Handelskammer Mittleres Ruhrgebiet oder die Stadtwerke Bochum.
Daneben haben sich noch verschiedene Dienstleister in der Innenstadt angesiedelt. Im Europahaus befindet sich ein Facharztzentrum. Die Sparkasse Bochum und die Westfalenbank haben ihren Sitz in der City.
Das Rotlichtviertel an den Straßen Im Winkel/Gußstahlstraße, umgangssprachlich auch Eierberg genannt, befindet sich im Westen an der Grenze zum Bochumer Verein. Der von der Stadt, NRW und der EU unterstützte Verein „Madonna“ hat dort eine Beratungsstelle.
Reine Wohnquartiere gibt es nur wenige und kleine, unter anderem an der Brückstraße im Norden und rund um den Springerplatz im Südwesten.
Wichtige Kirchen in der Innenstadt sind die katholische und älteste Kirche Bochums, die Propsteikirche St. Peter und Paul, die evangelischen Pauluskirche und Christuskirche – letztere nicht mehr für Gottesdienste, sondern für Kulturveranstaltungen genutzt –, sowie die 2006 profanierte katholische St.-Marien-Kirche. Letztere wurde von 2007 bis Ende 2012 als Proberaum von den Urbanatix genutzt, einem Street-Art-Projekt, das jedes Jahr in der Jahrhunderthalle auftritt. Am 28. Oktober 2016 wurde auf dem angrenzenden Platz unter Einbeziehung des ehemaligen Kirchengebäudes das Anneliese Brost Musikforum Ruhr eröffnet.
Der Westpark mit der Jahrhunderthalle ist ein wichtiges Grüngebiet und Kulturstätte im Westen der Innenstadt.

## Bevölkerung
Am 31. Dezember 2024 lebten 42.337 Einwohner in der Bochumer Innenstadt. Diese teilt sich in die statistischen Bezirke Gleisdreieck, Südinnenstadt und Kruppwerke auf.
Strukturdaten der Bevölkerung im statistischen Bezirk Gleisdreieck:
- Bevölkerungszahl: 9.497 (2024)
- Minderjährigenquote: 11,5 % [Bochumer Durchschnitt: 15,2 % (2023)]
- Altenquote (60 Jahre und älter): 18,8 % [Bochumer Durchschnitt: 29,3 % (2023)]
- Ausländeranteil: 31,9 % [Bochumer Durchschnitt: 17,0 % (2024)]

Strukturdaten der Bevölkerung im statistischen Bezirk Südinnenstadt:
- Bevölkerungszahl: 17.300 (2024)
- Minderjährigenquote: 10,4 % [Bochumer Durchschnitt: 15,2 % (2024)]
- Altenquote (60 Jahre und älter): 25,6 % [Bochumer Durchschnitt: 29,3 % (2024)]
- Ausländeranteil: 11,5 % [Bochumer Durchschnitt: 17,0 % (2024)]

Strukturdaten der Bevölkerung im statistischen Bezirk Kruppwerke:
- Bevölkerungszahl: 15.540 (2024)
- Minderjährigenquote: 16,3 % [Bochumer Durchschnitt: 15,2 % (2023)]
- Altenquote (60 Jahre und älter): 20,2 % [Bochumer Durchschnitt: 29,3 % (2024)]
- Ausländeranteil: 32,0 % [Bochumer Durchschnitt: 17,0 % (2024)]